# Gryszkańce
Gryszkańce – wieś w Polsce położona w województwie podlaskim, w powiecie sejneńskim, w gminie Sejny.
| SIMC    | Nazwa       | Rodzaj    |
| ------- | ----------- | --------- |
| 1011974 | Marcinkańce | część wsi |
| 1012175 | Zielonka    | część wsi |

W latach 1975–1998 miejscowość administracyjnie należała do województwa suwalskiego.